# Leuenbergeria marcanoi
Leuenbergeria marcanoi ist eine Pflanzenart in der Gattung Leuenbergeria aus der Familie der Kakteengewächse (Cactaceae). Das Artepitheton marcanoi ehrt den Entdecker der Art Eugenio de Jesús Marcano Fondeur (1923–2003).

## Beschreibung
Leuenbergeria marcanoi wächst baumförmig und erreicht Wuchshöhen von 4 bis 6 Meter. Der rostbraune, längsrissige Stamm weist einen Durchmesser von bis zu 30 Zentimeter auf. Die Laubblätter sind sitzend. Die lanzettliche Blattspreite ist 3,5 bis 7 Zentimeter lang und 0,7 bis 2,8 Zentimeter breit. Die unauffällige Nervatur der Blattspreite weist bis zu drei Seitennerven auf. Die Mittelrippe steht an der Blattunterseite hervor. Die Areolen bilden häufig kahle, spornartige Kurztriebe. An den Zweigen sind je Areole ein bis sechs Dornen vorhanden, die 0,6 bis 2,1 Zentimeter lang sind. Am Stamm werden je Areole 10 bis 30 ausgebreitete Dornen ausgebildet, die eine Länge von bis zu 3 Zentimeter aufweisen.
Die Blüten stehen einzeln. Sie sind unvollständig eingeschlechtig, funktional jedoch zweihäusig. Die leuchtenden, mehr oder weniger purpurrosafarben Blüten erreichen einen Durchmesser von 4 bis 7 Zentimeter. Die niedergedrückt kugelförmigen, hellgrünen, kahlen, fleischigen Früchte weisen Durchmesser von 2,5 bis 5,5 Zentimeter auf und sind 2 bis 4,5 Zentimeter lang.

## Verbreitung, Systematik und Gefährdung
Leuenbergeria marcanoi ist im Westen der Dominikanischen Republik in halblaubabwerfenden Wäldern in Höhenlagen von etwa 500 Metern verbreitet.
Die Erstbeschreibung erfolgte 1992 durch Alberto E. Areces-Mallea. Joël Lodé stellte die Art 2012 in die Gattung Leuenbergeria.
In der Roten Liste gefährdeter Arten der IUCN wird die Art als „Vulnerable (VU)“, d. h. als gefährdet geführt.

## Nachweise